# Kingsholm Stadium
Kingsholm Stadium é um estádio localizado em Gloucester, Inglaterra, Reino Unido, possui capacidade total para 16.115 pessoas, é a casa do time de rugby Gloucester Rugby. O estádio foi inaugurado em 1891, também recebeu jogos da Copa do Mundo de Rugby de 2015.